# Victor Ehrenberg (jurist)

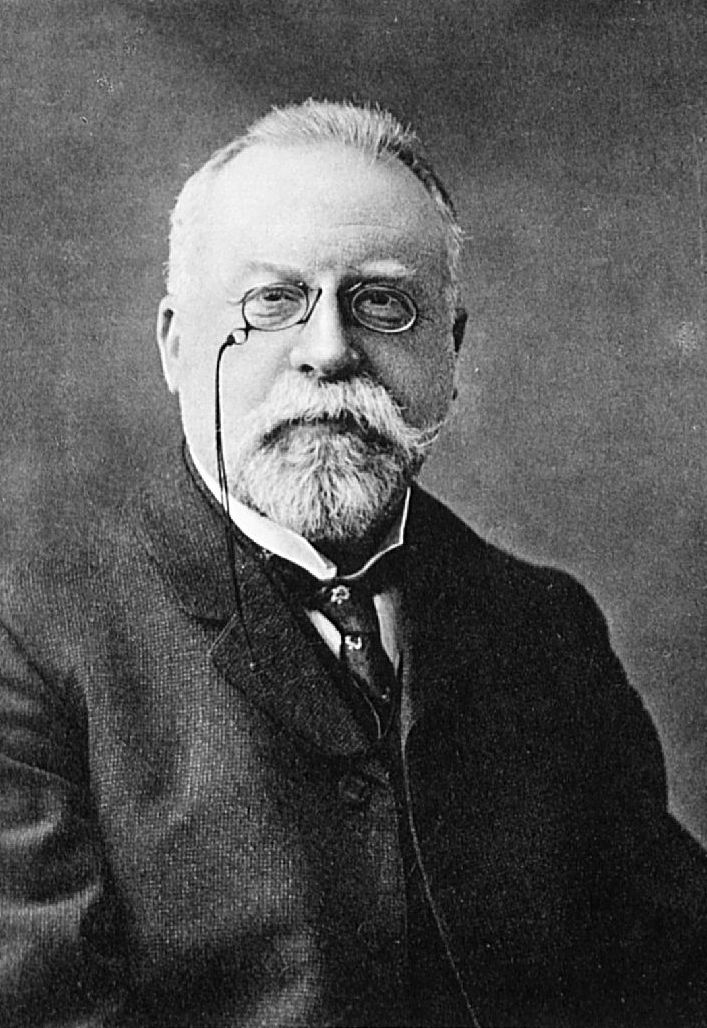
Victor Ehrenberg (1926).

Victor Ehrenberg, född 22 augusti 1851 i Wolfenbüttel, död 9 mars 1929 i Göttingen, var en tysk jurist. Han var måg till Rudolf von Jhering och svärfar till Max Born.
Ehrenberg blev 1876 juris doktor i Göttingen, 1877 privatdocent där och 1882 professor i Rostock, återvände 1888 till Göttingen som professor samt flyttade 1911 till Leipzig, där han blev professor i tysk civilrätt och rättshistoria, handels- och försäkringsrätt med mera samt förestod institutet för försäkringsvetenskap. 
Ehrenberg var en högt ansedd författare, särskilt på handels- och försäkringsrättens område (bland annat avhandlingarna Beschränkte Haftung des Schuldners nach See- und Handelsrecht, 1880, Die Rückversicherung, 1885, Die Verantwortlichkeit der Versicherungsgesellschaft für ihre Agenten, 1892, Versicherungsrecht I, 1893, ingår i Karl Bindings "Systematisches Handbuch der deutschen Rechtswissenschaft" och Das "Interesse" im Versicherungsrecht, 1915). Han var även utgivare av det stora verket "Handbuch des gesamten Handelsrechts", vilket började utkomma 1913. 
Ehrenberg, som var måg till Rudolf von Jhering, utgav (1894) dennes Vorgeschichte der Indoeuropäer och var en av utgivarna av tidskriften "Jherings Jahrbücher für die Dogmatik des bürgerlichen Rechts", i vilken han själv publicerade flera avhandlingar.